# Withius abyssinicus
Withius abyssinicus es una especie de arácnido del orden Pseudoscorpionida de la familia Withiidae.

## Distribución geográfica
Se encuentra en Etiopía y Kenia.